# (523727) 2014 NW65
(523727) 2014 NW65 est un centaure.

## Caractéristiques
2014 NW65 mesure probablement entre 210 et 280 km de diamètre.